# Llista dels Combatents
La Llista dels Combatents (hebreu: רשימת הלוחמים‎, transliterat: Reshimat HaLohmim) fou un partit polític d'Israel. Era format per antics militants de Lehi, una organització paramilitar que va operar a Palestina durant l'època del Mandat. Lehi fou un grup polèmic, descrit pels britànics, el Yishuv i les Nacions Unides com una organització terrorista. Havia participat en una sèrie d'accions notòries, incloent l'assassinat de Lord Moyne i la massacre de Deir Yassin. El grup fou dissolt i s'integrà en les Forces de Defensa d'Israel el maig de 1948. No obstant això, va seguir actuant a Jerusalem fins que va ser desarticulat per la força després de l'assassinat del comte Folke Bernadotte, mediador de l'ONU, el 17 de setembre de 1948.
Després de la dissolució definitiva de Lehi, membres del seu sector més esquerrà van fundar la Llista dels Combatents per a representar la seva causa a les eleccions de 1949. La llista va ser encapçalada per Natan Yellin-Mor, antic líder de Lehi, que en aquell moment estava a la presó complint una condemna de vuit anys pel seu paper en l'assassinat del comte Folke Bernadotte. El partit va obtenir només l'1,2% dels vots i un escó al Primer Knesset, i Yellin-Mor va ser alliberat de presó per ocupar el seu escó. No obstant això, va perdre el seu escó al Knesset després de les eleccions de 1951 en les quals el partit no es presentà.